# Грбови рејона Удмуртије
Грбови рејона Удмуртије обухвата галерију грбова административних јединица руске федералне републике Удмуртије, са статусом градских округа и рејона, те њихове историјске грбове (уколико их има).
Већина грбова настала је након проглашење Републике Удмуртије 1992. године.

## Грбови рејона и округа
- 1 — Грб рејона 
 Алнашски
- 2 — Грб рејона 
 Баљезински
- 3 — Грб рејона 
 Вавошки
- 4 — Грб рејона 
 Воткински
- 5 — Грб рејона 
 Глазовски
- 6 — Грб рејона 
 Граховски
- 7 — Грб рејона 
 Дебјоски
- 8 — Грб рејона 
 Завјаловски
- 9 — Грб рејона 
 Игрински
- 10 — Грб рејона 
 Камбарски
- 11 — Грб рејона 
 Каракулински
- 12 — Грб рејона 
 Кежки
- 13 — Грб рејона 
 Кизњерски
- 14 — Грб рејона 
 Кијасовски
- 15 — Грб рејона 
 Красногорски
- 16 — Грб рејона 
 Малопургински
- 17 — Грб рејона 
 Можгински
- 18 — Грб рејона 
 Сарапуљски
- 19 — Грб рејона 
 Селтински
- 20 — Грб рејона 
 Сјумсински
- 21 — Грб рејона 
 Увински
- 22 — Грб рејона 
 Шаркански
- 23 — Грб рејона 
 Јукаменски
- 24 — Грб рејона 
 Јакшур Бодински
- 25 — Грб рејона 
 Јарски
- 26 — Грб округа 
 Ижевск
- 27 — Грб округа 
 Воткинск
- 28 — Грб округа 
 Глазов
- 29 — Грб округа 
 Можга
- 30 — Грб округа 
 Сарапул